# 船戸ゆり絵の日本酒たりてますか?
『船戸ゆり絵の日本酒たりてますか?』（ふなとゆりえの にほんしゅたりてますか?）は、2023年1月から2024年12月までラジオ大阪で放送されたラジオ番組である。

## 番組内容
唎酒師の資格を持つ声優の船戸ゆり絵による、10分間の一人トーク番組。各地の日本酒を開栓し、酒器に注いで一口飲むまでを、音とコメントで魅力を紹介する。放送回数は、「○杯目」のように表記する。基本的に一人喋りの番組であるが、2023年3月19日の12杯目から4週にわたり、初のゲストに前田佳織里が登場した。2023年夏には、徳島市の斎藤酒造場の協力で、船戸が配合を決めたオリジナル日本酒「日本酒たりてますか? 2023」を発売した。
アニメハック公式YouTubeチャンネルで、第1回放送分からのアーカイブ配信を行っている。

### 賞味した日本酒
- 1杯目（2023年1月1日） - 高知県・酔鯨酒造「酔鯨純米吟醸酒 純米吟醸 吟麗 生酒」
- 2杯目（2023年1月8日）・3杯目（1月15日） - 福井県・加藤吉平商店「梵・ゴールド（2杯目）」「梵・五百万石 無濾過 原酒（3杯目）」[5]
- 4杯目（2023年1月22日）・5杯目（1月29日） - 京都府・キンシ正宗「金鵄正宗 松屋久兵衛（4杯目）」「金鵄正宗 純米大吟醸 祝（5杯目）」[5]
- 6杯目（2023年2月5日）・7杯目（2月12日） - 京都府・山本本家「神聖 祝 純米吟醸酒（6杯目）」「神聖山田錦純米大吟醸 氷温囲い（7杯目）」[5]
- 8杯目（2023年2月19日） - 山形県・出羽桜酒造「出羽桜 雄町」[6]
- 9杯目（2023年2月26日） - 栃木県・せんきん「仙禽 立春朝搾り」[6]
- 10杯目（2023年3月5日） - 京都府・向井酒造「伊根満開」[6]
- 11杯目（2023年3月12日） - 奈良県・今西酒造「三諸杉 純米吟醸」[6]
- 12杯目（2023年3月19日）・13杯目（3月26日）・14杯目（4月2日）・15杯目（4月9日） - 高知県・高木酒造「土佐金蔵 純米酒（12・13杯目）」「純米吟醸 いとをかし 生酒（14・15杯目）」　12～15杯目は前田佳織里ゲスト回[7]
- 16杯目（2023年4月16日） - 新潟県・高千代酒造「たかちよ 氷温貯蔵 sunRise 無ろ過生原酒」[8]
- 17杯目（2023年4月23日） - 東京都・豊島屋酒造「羽田」[8]
- 18杯目（2023年4月30日） - 広島県・相原酒造「うごのつき 純米吟醸」[8]
- 19杯目（2023年5月7日） - 広島県・金光酒造「賀茂金秀 特別純米13」[8]
- 20杯目（2023年5月14日） - 新潟県・金升酒造「前船乙女星 純米大吟醸」船戸と、声優の前田佳織里がプロデュースした日本酒[9]
- 21杯目（2023年5月21日） - 兵庫県・神戸酒心館「福寿 純米吟醸」[9]
- 22杯目（2023年5月28日） - 香川県・川鶴酒造「讃岐くらうでぃ」[9]
- 23杯目（2023年6月4日） - 新潟県・八海醸造「八海山 ニセコ蝦夷富士 純米大吟醸」[9]
- 24杯目（2023年6月11日） - 徳島県・斎藤酒造場「御殿桜 純米吟醸」[10]
- 25杯目（2023年6月18日） - 徳島県・三芳菊酒造「三芳菊 月が綺麗 新酒しぼりたて」[10]
- 26杯目（2023年6月25日） - 長野県・宮坂醸造「真澄 純米吟醸 すずみさけ」[10]
- 27杯目（2023年7月2日） - 和歌山県・平和酒造「紀土 純米吟醸 夏の疾風」[10]
- 28杯目（2023年7月9日） - 酔鯨酒造「酔鯨 なつくじら 純米大吟醸 原酒」[11]
- 29杯目（2023年7月16日） - 長崎県・森酒造場「飛鸞Heaven」[11]
- 30杯目（2023年7月23日） - 金光酒造「賀茂金秀 辛口夏純」[11]
- 31杯目（2023年7月30日） - 高千代酒造「たかちよ とこなつむすめ」[11]
- 32杯目（2023年8月6日） - 神戸酒心館「福寿」[11]
- 33杯目（2023年8月13日） - 福島県・夢心酒造「奈良萬　純米　生貯蔵酒」[12]
- 34杯目（2023年8月20日） - 山口県・八百新酒造「雁木 ノ弐」[13]
- 35杯目（2023年8月27日） - 宮城県・一ノ蔵「発泡清酒 すず音」[14]
- 36杯目（2023年9月3日） - 富山県・若鶴酒造「苗加屋 特別純米 雄山錦 無濾過生原酒」[15]
- 37杯目（2023年9月10日）・38杯目（9月17日） - 佐賀県・矢野酒造「肥前蔵心 純米吟醸 山田錦」　37～40杯目は深川芹亜ゲスト回[16]
- 39杯目（2023年9月24日）・40杯目（10月1日） - 佐賀県・天山酒造「七田 純米吟醸」[16]
- 41杯目（2023年10月08日） - 山口県・長州酒造「天美　純米吟醸」[17]
- 42杯目（2023年10月15日）・43杯目（10月22日）・44杯目（2023年10月29日） - 徳島県・斎藤酒造場「純米吟醸 日本酒たりてますか? 2023」24杯目の斎藤酒造場の協力で誕生した、番組オリジナルの日本酒[17]
- 45杯目（2023年11月5日）・46杯目（11月12日） - 徳島市で開催されたマチ★アソビにおいて、10月28日に行われた公開収録の様子を放送した[17][18]。
- 47杯目（2023年11月19日） - 熊本県・瑞鷹「純米酒 菜々 爽酸甘口」[17]
- 48杯目（2023年11月26日） - 埼玉県・北西酒造「Bunraku Reborn 純米吟醸 無濾過生原酒」[17]
- 49杯目（2023年12月3日） - 青森県・竹浪酒造店「七郎兵衛 特別純米原酒 華吹雪六拾」[17]
- 50杯目（2023年12月10日） - 兵庫県・白鷹「吟醸純米 超特撰白鷹」[17]
- 51杯目（2023年12月17日） - 福島県・曙酒造「天明 槽しぼり 純米火入」[19]
- 52杯目（2023年12月24日） - 福島県・人気酒造「あわ酒スパークリング 純米大吟醸 スーパーフォーミュラ」[19]
- 53杯目（2023年12月31日）・54杯目（1月7日） - 瑞鷹「本伝 東肥赤酒」屠蘇にも使われる灰持酒。53杯目は常温、54杯目は燗で[19]。
- 55杯目（2024年1月14日）・56杯目（1月21日） - 兵庫県・小西酒造「白雪 純米吟醸 赤富士」[20]
- 57杯目（2024年1月28日）・58杯目（2月4日） - 兵庫県・白鶴酒造「白鶴 別鶴 黄昏のテレスコープ」[20]
- 59杯目（2024年2月11日）・60杯目（2月18日） - 島根県・玉櫻酒造「玉櫻 生酛純米 山田錦」[21][22]
- 61杯目（2024年2月25日）・62杯目（3月3日） - 石川県・鹿野酒造「常きげん 山吟 山廃吟醸」
- 63杯目（2024年3月10日）・64杯目（3月17日） - 島根県・吉田酒造「月山 芳醇辛口純米」[23]
- 65杯目（2024年3月24日） - 東京ドームシティプリズムホールで開催された「ご当地よいどれ市」で、3月9日に行われた出張イベントのダイジェストを放送した[23][24]。
- 66杯目（2024年3月31日）・67杯目（4月7日） - 茨城県・来福酒造「来福 純米吟醸生原酒 愛山」[23]
- 68杯目（2024年4月14日）・69杯目（4月21日） - 山口県・酒井酒造「五橋 純米吟醸」[25]
- 70杯目（2024年4月28日）・71杯目（5月5日） - 山形県・東北銘醸「初孫 いなほ 純米吟醸」[25]
- 72杯目（2024年5月12日）・73杯目（5月19日） - 長野県・伊東酒造「前船初恋たび ～春～」船戸が前田佳織里と共同でプロデュースした日本酒の第3弾。[26]
- 74杯目（2024年5月26日）・75杯目（6月2日） - 大分県・中野酒造「ちえびじん 純米」[26]
- 76杯目（2024年6月9日）・77杯目（6月16日） -  京都・木下酒造「玉川 Ice Breaker」[27]
- 78杯目（2024年6月23日）・79杯目（6月30日） - 山形・加藤嘉八郎酒造「清酒大山 特別純米 十水」[27]
- 80杯目（2024年7月7日）・81杯目（7月14日） - 宮城・阿部勘酒造「阿部勘 純米吟醸 夏酒 金魚ラベル」[28][29]
- 82杯目（2024年7月21日）・83杯目（7月28日） - 岐阜・渡辺酒造店「蓬莱 夏のにごり酒 おんざろっく」[30][31]
- 84杯目（2024年8月4日）・85杯目（8月11日） - 長野県・伊東酒造「前船初恋たび ～夏～」[32]
- 86杯目（2024年8月18日）・87杯目（8月25日） - 宮城・佐浦酒造「特別純米酒 ほやおろし 浦霞」[32]
- 88杯目（2024年9月1日）・89杯目（9月8日） - 長野・遠藤酒造場「渓流 ひやおろし 純米酒」[33]
- 90杯目（2024年9月15日）・91杯目（9月22日） - 京都・玉乃光酒造「純米吟醸 TAMA」[33]
- 92杯目（2024年9月29日）・93杯目（10月6日） - 新潟・新潟銘醸「越の寒中梅 秋上がり 純米吟醸原酒」[34]
- 94杯目（2024年10月13日）・95杯目（10月20日） - 長野県・伊東酒造「前船初恋たび ～秋～」[34]
- 96杯目（2024年10月27日）・97杯目（11月3日） - 山梨・笹一酒造「笹一 純米大吟醸 甲州夢山水」[35][36]
- 98杯目（2024年11月10日）・99杯目（11月17日） - 宮城・新澤醸造店「伯楽星 純米吟醸 冷卸」[37][38]
- 100杯目（2024年11月24日）・101杯目（12月1日） - 新潟・八海醸造「あわ 八海山」[39][40]
- 102杯目（2024年12月8日）・103杯目（12月15日） - 新潟・麒麟山酒造「麒麟山 伝統辛口」[41][42]
- 104杯目（2024年12月22日） - 山口・旭酒造「獺祭 純米大吟醸 磨き三割九分 寒造早槽」[43]
- 105杯目（2024年12月29日） - 山口・旭酒造「獺祭 純米大吟醸 磨き三割九分 寒造早槽」、徳島県・斎藤酒造場「純米吟醸 日本酒たりてますか? 2023」[44]

### ゲスト
- 12～15杯目 前田佳織里[7] - 船戸は前田とは公私を通じた交友関係があり、本番組以前から、酒どころの灘・伏見で撮り下ろした写真集や[45]、酒蔵の協力を得て酒米の栽培から酒造りをプロデュースする企画も行っている[46]。
- 37～40杯目 深川芹亜[16] - テレビアニメ『星屑テレパス』で共演している。深川の出身地である佐賀県の日本酒を紹介した。
- 55～58杯目 小泉萌香[20] - 船戸と同じアミューズ所属の声優。小泉の出身地である兵庫県伊丹・灘の日本酒を紹介した。
- 65杯目 桑原由気[23] - 東京ドームシティで開催されたグルメイベント「ご当地よいどれ市」内の番組ミニイベントに登壇した。